# Juan José Gómez (militar argentino)
Juan José Gómez fue un militar jefe del Fortín Primera División, emplazado donde actualmente se encuentra la ciudad de Cipolletti en la provincia de Provincia de Río Negro. Éste se encontraba muy cerca de lo que es la Confluencia de los ríos Limay y Neuquén, la cual constituye el nacimiento del Río Negro.

## Biografía
Juan José Gómez nació en Malanzán, provincia de La Rioja, el 24 de junio de 1848. Sus padres fueron Pedro Pablo Gómez Ortiz y doña Rosario Zárate. Ingresó a la carrera de las armas en calidad de porta-estandarte del Regimiento “Costa Alta” de G. N. mandado por el Coronel Ricardo Vera, su pariente, el 25 de marzo de 1868, cuerpo que guarnecía a la sazón a la capital de la provincia, y el 14 del mes siguiente combatía en aquella ciudad en apoyo al gobierno.
El 31 de diciembre de 1881 Juan José Gómez fue nombrado jefe del Fortín Primera División que se había emplazado en la confluencia de los ríos Limay y Neuquén. Gómez había partido ese mismo mes acompañado por 50 hombres en una expedición por tierra hacia el río Limay. Varios días después, el 16 de enero de 1882 sufrieron el ataque de entre 800-1000 pobladores originarios. El fortín fue defendido por 16 soldados, resultando muertos 4 y 5 heridos, entre ellos el propio Gómez quien recibió una lesión de lanza en el frente y en un muslo. El accionar de Gómez ante el ataque le valió ser promovido a sargento mayor graduado el 19 de enero.
En agosto de 1882 fue parte en la Campaña de los Andes, bajo el mando superior del General Villegas, y desde enero de 1883 permaneció destacado en el fuerte “Chacabuco” hasta el mes de septiembre de igual año, y también en el fuerte “Maipú”, que ocupó el 7.º de Caballería y el Batallón 6.º.
En enero de 1885 su regimiento  pasó a Junín de los Andes. En marzo del mismo año condujo desde Collón Curá la tribu del cacique Sayhueque, conformada por 3750 indios, hasta la confluencia del Limay, yendo a las órdenes del teniente coronel Marcial Nadal. Cumplida la misión, regresó a Junín de los Andes donde el 1 de diciembre recibió la efectividad de mayor.
El 20 de junio de 1888 contrajo enlace en Tama provincia de La Rioja, con doña Zoila Mendoza de la Vega.
En septiembre de 1898 fue nombrado jefe interino de la primera Brigada de la División Cuyo, volviendo en diciembre a la jefatura de su regimiento.
En febrero de 1899 pasó con su Regimiento de Resistencia y el 18 de julio fue nombrado, además, jefe de la “da Brigada de la División 1.º de Caballería de “Mapallé” y en el mismo mes del año siguiente marchó con él, a la ciudad de Mendoza, acampando en Corralitos y en febrero en Luján, pasando a “Cuadro Nacional” en el mes de agosto de 1902. Desempeñó simultáneamente con la jefatura del 1.º de Caballería, la presidencia de la Junta de Excepciones de San Rafael. El 10 de septiembre de 1903 fue promovido a coronel, desempeñando los puestos anteriores de “Cuadro Nacional”.
El cinco de junio de 1904 fue nombrado jefe de la Primera Brigada que realizaba maniobras en Tamarindos, Mendoza, volviendo a Cuadro Nacional el 1 de enero de 1905. El 20 de octubre de 1905 pasó a retiro con 56 años, 8 meses y 28 días de servicio aprobados, continuando como administrador del Cuadro Nacional hasta el 12 de junio de 1907, en que se le concedió relevo. Los informes en su legajo personal, lo destacan “como uno de los mejores oficiales de caballería de nuestro Ejército”.
El coronel Juan José Gómez falleció en el Hospital Militar a las 3,40 del 14 de septiembre de 1935.